# 辽宁广播电视台都市频道
辽宁广播电视台都市频道是辽宁广播电视台运营的一个电视频道。该频道自称“辽沈地区影响最大、收视率最高的一个地面黄金频道”，通过辽宁广播电视塔覆盖沈阳、鞍山、抚顺、铁岭等地，同时通过有线电视覆盖全省。
值得一提的是，该频道曾经使用过“辽宁北方电视台”与“辽宁电视台北方频道”呼号，但与现在的辽宁广播电视台北方频道并无关联。

## 主要节目
- 《新北方》
- 《新闻早早报》
- 《新闻正前方》（节目名称前曾以“新北方”冠名）[2]
- 《正在行动》（节目名称前曾以“新北方”冠名）[2]
- 《健康一身轻》
- 《都市嘉年华》
- 《都市红绿灯》
- 《带你去旅行》
- 《地产世界》
- 《都市V影汇》
- 《都市生活汇》
- 《明星都市汇》

## 争议事件
2022年4月，在沈阳市本土疫情期间，都市频道主持人朱霞在个人短视频平台账号上直播，在与粉丝互动聊天时，有粉丝问到沈阳疫情的情况，朱霞表示对着“内部消息”了解得比较及时也比较多，所以开始在直播间里“呼吁”了起来，强调“皇姑区”这个地方不容乐观，所以希望自己的粉丝答应自己，出去做核酸的时候要多加小心。最后朱霞说出了整个事件中最有“争议”的一句话“你们就听我的，听我的就对了，我不能说为什么，也不能说原因和理由，你们听我的就对了”。事发后，辽宁都市频道通报批评，称朱霞从事短视频直播未经电视台领导批准，违反国家和台的有关规定，主持人严禁在个人账号发布关于疫情的信息，决定暂停其主持工作，播音负责人的职务也被免除，个人账号暂停更新。